# Violone
De violone (letterlijk "grote viola da gamba" in het Italiaans) is een verzamelnaam voor verschillende soorten strijkinstrumenten uit de viola da gamba-familie en de vioolfamilie.
De violone wordt beschouwd als voorloper van de contrabas en de cello. Over de term bestaat veel verwarring en de definitie van een violone verschilt per periode en land. Deze verwarring komt voort uit het feit dat de term werd gebruikt voor instrumenten van verschillende groottes en stemmingen, en dat de overgang van de violone naar de moderne contrabas en cello een geleidelijk proces was. In feite is de violone de directe voorloper van de contrabas.
Historisch gezien, vanaf de jaren 1530, werd de term gebruikt om elke grootte van de viola da gamba aan te duiden. Francesco Prandi beperkte de definitie in 1606 tot een laaggestemde viola da gamba. In talloze Italiaanse drukken uit de periode 1609 tot 1730 verwees de term naar de vroege, grotere vorm van de basviool die bestond vóór de uitvinding van omwonden snaren in het midden van de 17e eeuw (waarna het in omvang werd verkleind en bekend werd als de violoncello). De term "violoncello", wat letterlijk "kleine violone" betekent, getuigt van deze relatie. In sommige delen van Italië na 1660 (en vervolgens in andere landen) werd het gebruikt voor de contrabas.
In de Duitstalige landen werd ook wel de term Gross Bassgeige gebruikt, zoals componist Heinrich Schütz deed in 1636. Praetorius illustreerde in zijn Syntagma musicum, ii (1619) een vijf-snarige 'Gross Contra-Bas-Geig' en een zes-snarige 'Violon, Gross Viol-de Gamba Basz', beide met fretten en gestemd in kwarten. In 1738 beschreef J.P. Eisel de viersnarige violone grosso; deze variant werd ook door Schütz en Bach erkend.
Georg Muffat verklaarde in het voorwoord van Florilegium secundum (1698) dat het instrument dat in Italië 'contrabasso' werd genoemd, in Duitsland bekend stond onder de naam 'violone'; hij maakte onderscheid tussen deze en de 'Welsches Violoncino' of 'Bassetl' (de latere cello).